# François Soubeyran
Pour les articles homonymes, voir Soubeyran.
François Joseph Louis Soubeyran, né le 22 août 1919 à Dieulefit (Drôme) et mort le 21 octobre 2002 à Montélimar (Drôme), est un chanteur français, membre du groupe vocal des  Frères Jacques.

## Biographie
François Soubeyran naît dans une famille de fermiers drômois. Il est issu d'une famille protestante, et apparenté à la pédagogue et résistante Marguerite Soubeyran.
Il est mobilisé en 1939, puis rejoint la résistance en 1942. À la fin de la guerre, il monte à Paris, où il prend des cours d'art dramatique. Dès 1944, il participe à la fondation par André Bellec du quatuor vocal des Frères Jacques, composé de quatre barytons, outre eux deux, de Georges Bellec et Paul Tourenne. Ce nom est donné en référence à l'expression « faire le Jacques ». Le groupe vocal accède à une notoriété par la qualité de leurs chansons, au total, 400 chansons écrites par Vian, Brassens, Prévert, ou encore Ferré, « la mise en scène savamment chorégraphiée pour chaque chanson » et « une parfaite coordination de leurs jeux de scène ». Ils sont connus pour « leur tenue scénique (collants noirs, justaucorps de couleur, gants blancs et chapeaux claques) ». François Soubeyran porte quant à lui un justaucorps rouge et est « le grand ».
Après la séparation du groupe en 1982 et une ultime représentation du quatuor pour son jubilé en 1996, François Soubeyran se retire à Montjoux-La Paillette, près de Dieulefit, où il meurt à l'âge de 83 ans.

## Œuvre
- 1949 : Les Gaités de l'escadron de Georges Courteline, mise en scène Jean-Pierre Grenier, Théâtre de la Renaissance

## Distinctions
- 1966 :  Chevalier de l'ordre des Arts et des Lettres[3]
- 2000 :  Chevalier de la Légion d'honneur[8]